# Аммоній Гермій
Аммоній Гермій (дав.-гр. Ἀμμώνιος τοῦ Ἑρμίου, нар.440 — пом.520) — античний філософ-неоплатонік, представник Александрійської школи неоплатонізму, учень Прокла Діадоха.

## Біографія
Аммоній Гермій — син Гермія Александрійського і Едесії. Гермій Александрійський помер, коли Аммоній був ще дитиною; досягнувши повноліття, Аммоній, разом з братом Геліодором, в супроводі матері, вирушив до Афін займатися філософією у Прокла. Повернувшись в Александрію, Аммоній став на чолі Александрійської школи і викладав Платона і Арістотеля до кінця життя.
За повідомленнями Дамаскія, під час нападок християн на язичників, що відбулися у другій половині 480-х, Аммонію довелося піти на поступки місцевій християнській владі, щоб отримати дозвіл продовжувати свої лекції. Дамаскій, який за це Аммонія засуджує, не повідомляє, на які саме поступки Аммонію довелося йти. За повідомленнями Олімпіодора Молодшого відомо, що Аммоній таким чином продовжував викладання до 515.

## Учні
Учні Аммонія: Асклепій Тралльський, Дамаскій, Олімпіодор Молодший, Сімплікій, Іоанн Філопон.

## Філософська спадщина
Від численних творів Аммонія збереглися лише коментарі до «Про тлумачення» Арістотеля.